# Concavus crassostricola
Concavus crassostricola is een zeepokkensoort uit de familie van de Balanidae. De wetenschappelijke naam van de soort is voor het eerst geldig gepubliceerd in 1984 door Zullo.